# Junior Jack
Junior Jack, pseudonimo di Vito Lucente (Rutigliano, 31 agosto 1971), è un disc jockey e produttore discografico italiano noto soprattutto per l'hit Make Luv edita con il progetto Room 5.

## Carriera
Risiede in Belgio dall'età di 10 anni.
Nei primi anni della sua carriera ha prodotto pezzi acid house e eurodance, la maggior parte in collaborazione con Eric Imhauser. Tuttavia il suo progetto più famoso fu la collaborazione con il gruppo synth pop/eurorap Benny B che lasciò dopo il secondo album. Nel 1995 con il nome Don Vito esce il suo album di musica rap Fuori uno che include il singolo Grazie a chi, successo radiofonico. Nel 1990 era uscito il suo singolo Cocco di mamma, brano New Beat dallo stile simile ai Technotronic.
Nel 1995 abbandonò l'eurodance per l'house assumendo lo pseudonimo di Mr. Jack, modificato più tardi in Junior Jack.
Con il progetto Room 5, con la partecipazione di Oliver Cheatham, ha ottenuto un notevole successo in Europa grazie al singolo Make Luv, nel 2003.

## Discografia

### Come DON VITO
- Cocco di mamma 1990
- Fuori uno (album su EMI) 1995

### Come Junior Jack
- Happiness
- My Feeling
- Be with you
- Thrill Me
- E Samba
- Stupidisco (remix della canzone Dare Me)
- Da Hype (cantato da Robert Smith dei The Cure)
- See You Dancin, il suo ultimo singolo, pubblicato il 25 febbraio 2007

### Room 5
- Make Luv (2003)
- Music & You (2003)
- U Got Me (2004)
- Think About You (2004)
- I Need U (2005)
- Hey Girl (2006)

### Ulteriori progetti
- Ha lavorato, come remixer, per Whitney Houston, Moby, Mylène Farmer, Bob Sinclar spesso in collaborazione con Kid Creme.